# Richard A. Cohen
Richard Cohen, američki psihoterapeut i pedagog, jedan je od vodećih zagovaratelja tzv. seksualne reorijentacije i autor knjiga Iskorak iz homoseksualnosti: Razumijevanje i liječenje homoseksualnosti, Gay Children, Straight Parents (Gej djeca, heteroseksualni roditelji) i Straight Talk About Homo-sexuality (Heteroseksualci govore o homoseksualnosti).
Ravnatelj je neprofitne organizacije International Healing Foundation, skraćeno IHF (Međunarodna zaklada za izlječenje), koju je osnovao 1990. godine. Sa sjedištem u Washingtonu, D.C., ta zaklada organizira obrazovne programe, savjetovanja i seminare za izlječenje namijenjene pojedincima, obiteljima, terapeutima i svećenicima. Kao ravnatelj, često putuje po SAD-u i Europi i drži predavanja o bračnim odnosima, komunikacijskim vještinama, roditeljskim vještinama, seksualnoj reorijentaciji i izlječenju od posljedica zlostavljanja i ovisnosti. Često nastupa kao gostujući predavač na sveučilištima te na terapijskim i vjerskim konferencijama. Richard Cohen magistar je savjetodavne psihologije. Tu je titulu stekao na Antioch Sveučilištu. Ima i titulu prvostupnika sa Sveučilišta u Bostonu, Radio je u službama za pomoć djeci - žrtvama zlostavljanja, službama za obiteljsko mirenje, bavio se općim savjetovanjem te je radio s grupama potpore. Tri je godine radio za Američki Crveni križ kao instruktor za kopnicu (HIV/AIDS). Kao stručnjak za navodnu terapiju "seksualne reorijentacije", kao savjetnik i zato što je navodno osobno doživio promjenu iz homoseksualca u heteroseksualca, osamdesetih je godina davao intervjue novinama, radijskim i televizijskim postajama, te je nastupao u raznim emisijama. Suosnivač je i potpredsjednik organizacije Positive Alternatives To Homosexuality, skraćeno PATH (Pozitivne alternative homoseksualnosti) i član udruženja National Association for the Research and Therapy of Homosexuality, skraćeno NARTH (Nacionalna udruga za istraživanje i terapiju homoseksualnosti). Gospodin Cohen živi sa suprugom i troje djece u Washingtonu, D.C.

## Vanjske poveznice
- WorldCat Richard Cohen